# روفسیک
روفیسک (عربی: روفيسك‎؛ ولووف: Tëngeéj) شهری در منطقه داکار در غرب سنگال است که در پایه کپ-ورت قرار دارد و در فاصله ۲۵ کیلومتر (۱۶ مایل) شرق داکار، پایتخت، واقع شده است. جمعیت این شهر ۲۹۵,۴۵۹ نفر (سرشماری ۲۰۲۳) می‌باشد. در گذشته، این شهر به عنوان یک بندر مهم به تنهایی خود شناخته می‌شد، اما اکنون یک حومه داکار است.